# Henriette Presburg
Henriette Presburg, auch bekannt als Henriette Marx sowie in der Schreibweise Henriette Preßburg (geboren 20. September 1788 in Nijmegen; gestorben 30. November 1863 in Trier) war die Ehefrau von Heinrich Marx und Mutter von Karl Marx.

## Leben

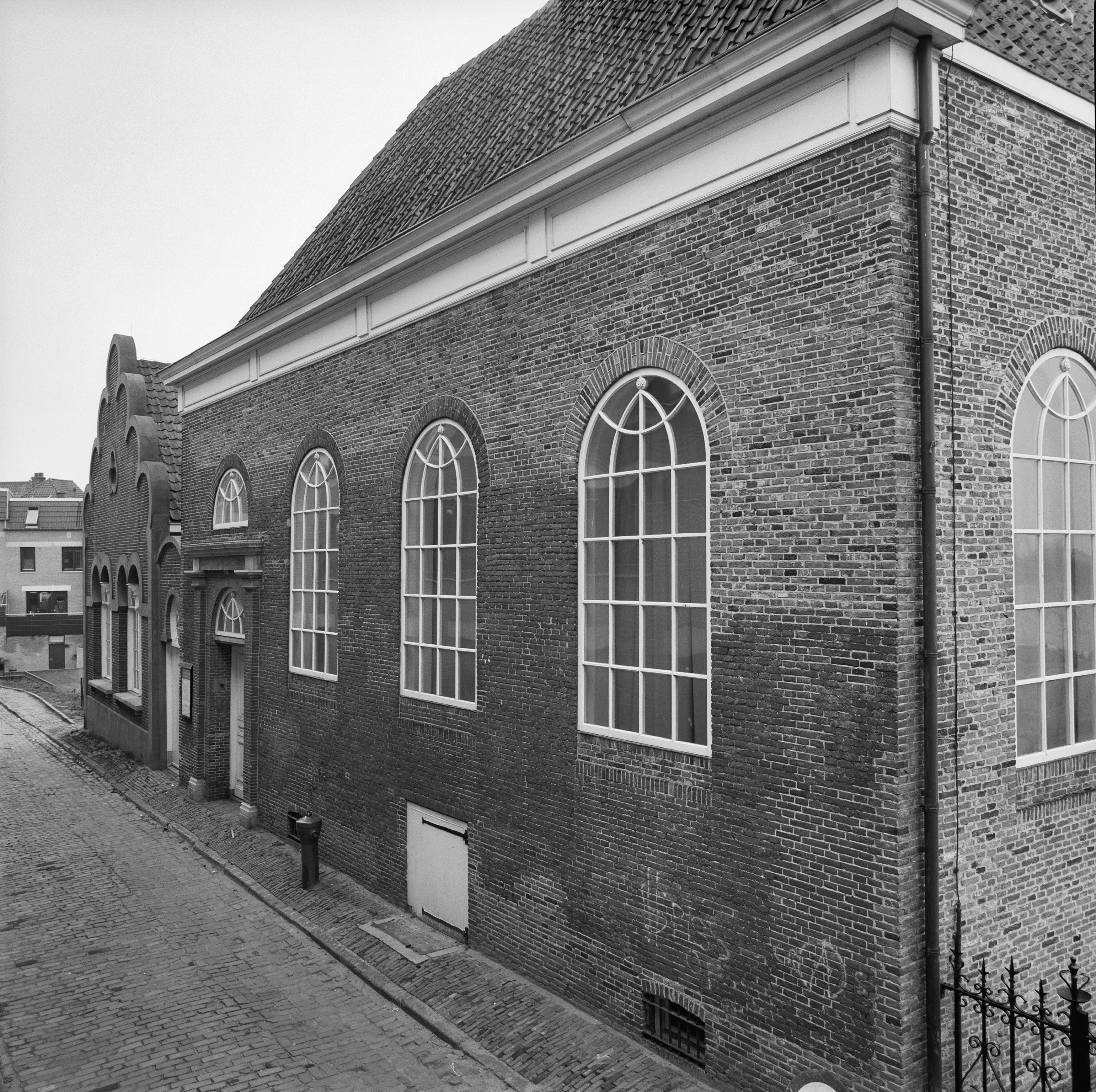
Synagoge in der Nonnenstraat in Nijmegen, wo Henriettes Großvater Rabbiner und ihr Vater Vorleser waren

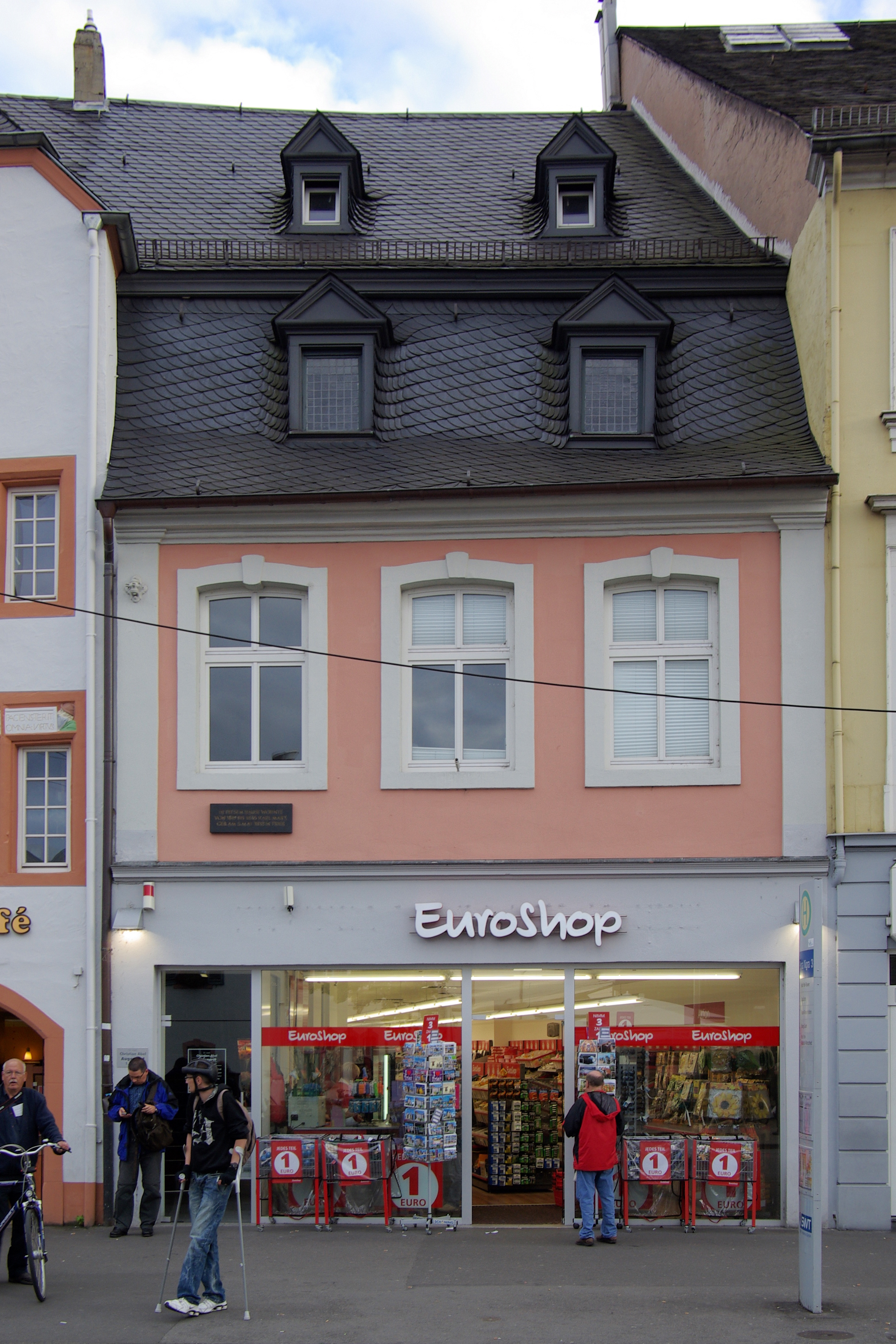
8, Simeonstrasse, Trier: Wohnhaus der Familie Marx 1819–42

Henriette Presburg war die Tochter des Textilhändlers und Vorlesers der jüdischen Gemeinde Isaak Heyman Presburg und dessen Ehefrau Nanette Salomon, geb. Cohen. Henriette hatte vier Geschwister, darunter die Schwester Fijtje (später Sophie Philips, Ehefrau von Lion Philips).
Am 22. November 1814 heiratete sie Heinrich Marx in Nijmegen. Vor der Eheschließung wurde ein Ehevertrag abgeschlossen. Nach der Heirat zog die Familie nach Trier. In Trier wurden ihre Kinder Mauritz David, Sophia, Karl, Henriette, Louise, Emilie, Caroline und Eduard geboren. In Nijmegen wurde ihr Sohn Hermann Marx geboren. Henriette Marx ließ sich am 20. November 1825 „nach vorheriger Unterweisung im Christentum“ taufen, nachdem bereits ihre Kinder im August 1824 getauft worden waren. Von ihren Kindern überlebten sie nur Sophia Schmalhausen, Karl, Louise Juta und Emilie Conradi.
Im Juni 1833 bevollmächtigten Heinrich und Henriette Marx Lion Philips als Bevollmächtigten für die Hinterlassenschaft ihrer Eltern.
Nach dem Tod ihres Ehemannes Heinrich am 10. Mai 1838 kümmerte sie sich um die Abwicklung der Erbschaftsangelegenheiten. 
Am 10. Mai 1838 meldeten die Anwälte Ernest Dominik Laeis und Johann Heinrich Schlink den Tod von Karl Marx’ Vater Heinrich standesamtlich an. Schlink wurde der Vormund der nicht volljährigen Kinder, darunter auch Karl. Ihr Erbschaftsanteil aus dem Ehevertrag betrug 11.130 Taler. Die Erbteilung zwischen ihr und den lebenden Kindern wurde im Juni 1841 vorgenommen. Henriette erhielt außer dem Erbschaftsanteil aus dem Ehevertrag noch die Hälfte der Erbschaft in Höhe von 5.627 Talern. Die letztere Summe wurde unter die sieben Kinder aufgeteilt, so dass jedem Kind 482 Taler, 9 Silbergroschen und 7 Pfennige zustanden. Karl Marx bemühte sich zu verschiedenen späteren Zeitpunkten immer wieder um einen Vorschuss auf seinen Erbanteil am späteren Erbe seiner Mutter. Tatsächlich erhielt er bis 1863 insgesamt 5.250 Gulden Vorschuss auf das zukünftige Erbe seiner Mutter.
Henriette Marx starb am 30. November 1863 in Trier. Der Trauergottesdienst fand am 4. Dezember 1863 in der Kirche „zum Erlöser“ statt. Sie wurde auf dem evangelischen Friedhof beerdigt.
Die Marx-Biografen beurteilen Henriette Marx insbesondere aufgrund ihrer mangelhaften Rechtschreibung meist negativ und nennen sie „nicht eben eine Intellektuelle“ (Arnold Künzli), eine „ungebildete Frau, die ganz in der Sorge um ihren großen Haushalt aufging, die der Begabung oder den Neigungen ihres Sohnes nicht das geringste Verständnis entgegenbrachte“ (Isaiah Berlin), „ein gutes Hausmütterchen ohne besondere Geistesgaben“ (Otto Rühle), „eine nicht sehr gebildete, aber sehr gefühlswarme Frau, die in der Sorge um die Familie aufging“ (Werner Blumenberg) oder ähnlich. 
Ihre Tochter Emilie Conradi beschrieb ihre Mutter folgendermaßen: „so war mein Lieb Mütterchen ein Weltweiser in des Lebens Genuss und ein Engel im Entbehren und im Verlieren“. 1883 wurde Henriette Marx als „klein und zart, sehr intelligent“ beschrieben. Immerhin war sie eine kluge Wirtschafterin, die ihr Erbe sich einzuteilen verstand und ihren Kindern eine größere Summe als Erbe hinterließ. Jedenfalls konnte sie besser mit Geld umgehen als ihr berühmter Sohn Karl Marx.
Karl Marx und seine Mutter (in Briefen und Dokumenten)
- „Ich bin, wie ich Ihnen schon einmal geschrieben, mit meiner Familie zerfallen und habe, solang meine Mutter lebt, kein Recht auf mein Vermögen“.[17]
- „Ich habe mich vergebens in Trier (bei meiner Mutter) und in Köln bei ihrem Handels Freunde umgesehn um 1200 f. zu leihen, die ich notwendig haben muß, um wieder in Ordnung zu kommen“.[18]
- „Es ist allerdings richtig, daß sie hierselbst wohnende Wittwe Justizräthin Marx, Mutter des Dr. phil. Carl Marx am 7. Februar d. J. eine Summe und zwar 6000 sechstausend Franken auf Paris von uns erhalten hat.“[19]
- „Schließlich: Schlechte Nachrichten von meiner Alten. Sie macht alles von Bommel abhängig. Ich werde wahrscheinlich den coup de désespoir [= Verzweiflungstat] riskieren müssen.“[20]
- „Dann schrieb ich an meine Mutter, drohte ihr Wechsel auf sie zu ziehn und im Nichtzahlungsfall nach Preußen zu gehn und mich einsperren zu lassen.“[21]
- „Leider aber ist statt des erwartenden Briefes beifolgender Wisch Deiner verehrten Frau Mutter eingegangen, eigentlich war keine andere Antwort zu erwarten, allein im Stillen hatte ich doch noch immer auf ein kleines Sümmchen gehofft“.[22]
- „Mit meiner Alten, ist, wie sich noch einmal in Trier bewährt, nichts zu machen, bis ich ihr direkt auf dem Hals sitze.“[23]
- „Von meiner Mutter erhielt ich Sonnabend einen langen Brief. […] Der Brief der Alten ist so, daß ich möglicherweise in einigen Wochen eine Zusammenkunft zwischen uns bevorsteht.“[24]
- „Meanwhile werde ich sehn, was mit meiner Mutter aufzustellen, es ist ein sehr kitzliger Punkt, wie ich der Alten antworten soll wegen meines Verhältnissen zu Preußen. […] Sie schreibt, ihre Stunden seien gezählt. Ich halte das aber für eine Redensart.“[25]
- „Meine Mutter hat mir einen abgeschmackten Brief geschrieben. sie verschiebt die Auseinandersetzung auf den Moment, wo ich sie besuchen ‚werde‘.“[26]
- „Indes hab`ich zunächst einen andern Weg versucht, indem ich an meine Mutter geschrieben, ob sie mir für ein paar Wochen das Geld leihen will. Je verrai.“[27]
- „Mein Aufenthalt in Trier war mir insofern nützlich, als meine Mutter einige alte Schuldscheine vernichtete. Übrigens interessierte mich auch die alte Frau wegen ihres sehr feinen esprit und der unerschütterlichen Charaktergleichheit“.[28]
- „Von da ging ich nach […] Trier zu meiner Alten, jedoch ohne Erfolg, was ich gleich ahnte“.[29]
- „Hätte nicht statt der Mary meine Mutter, die ohnehin jetzt voll körperlicher Gebersten und ihr Leben gehörig ausgelebt hat, … ? Du siehst, zu welchen sonderbaren Einfällen die Zivilisierten unter dem Druck gewisser Umstände kommen.“[30]
- „Vor 2 Stunden kam Telegramm, daß meine Mutter tot ist. Das Schicksal verlangte einen vom Hause. Ich selbst stand schon mit einem Fuß unter der Erde. Unter den gegebnen Verhältnissen ich jedenfalls noch nötiger als die Alte. Ich muß der Erbschaftsregelung wegen nach Trier.“[31]
- „Meine Privatverhältnisse haben sich verbessert durch die Erbschaft infolge des Tods meiner Mutter.“[32]
- „Wie recht meine Mutter! ‚Wenn die Karell Kapital gemacht hätte, statt etc.!‘“[33]

## Briefe
- Heinrich und Henriette Marx an Karl Marx. 18. – 29. November 1836.[34]
- Heinrich und Henriette Marx an Karl Marx. Februar – Anfang März 1836.[35]
- Heinrich, Henriette und Sophia Marx an Karl Marx. 28. Dezember 1836.[36]
- Heinrich und Henriette Marx an Karl Marx. 12. – 14. August 1837.[37]
- Heinrich und Henriette Marx an Karl Marx. 16. September 1837.[38]
- Heinrich, Henriette und Sophia Marx an Karl Marx. 10. Februar 1838.[39]
- Henriette und Heinrich Marx an Karl Marx. 15. – 16. Februar 1838.[40]
- Henriette Marx an Karl Marx. 22. Oktober 1838.[41]
- Henriette Marx an Karl Marx. 29. Mai 1840.[42]
- Henriette Marx an Henriette van Anrooji. (nach dem) 18. November 1851.[43]
- Laura Marx an Henriette Marx. [vermutlich Ende 1851 oder Anfang 1852].[44]
- Henriette Marx an Sophie Philips und Lion Philips. 2. Februar 1853.[45]
- Henriette Marx an Sophie Philips und Lion Philips. 14. April 1853.[46]
- Henriette Marx an Familie Marx (Fragment). [vermutlich um 1860][47]

## Belege
1. ↑  Jan Gielkens, S. 37–38.
2. ↑  Heiratsurkunde 119/1814. (Manfred Schöncke, S. 140–141).
3. ↑  Heinz Monz: Karl Marx. Grundlagen der Entwicklung zu Leben und Werk, S. 245.
4. ↑  Manfred Schöncke, S. 220.
5. ↑  Sterbe-Akt 321 Sterberegister Trier 1838. (Manfred Schöncke, S. 282 f.)
6. ↑  Nachlassaufnahme Heinrich Marx (Landeshauptarchiv Koblenz Abt. 587,40 Nr. 533. (Manfred Schöncke, S. 287 f.)
7. ↑  Henriette Marx: Zeitungsanzeige in: Trierer Zeitung vom 9. Juni 1838; Nachlassaufnahme Heinrich Marx vom 24. August bis 28. November 1838. (Manfred Schöncke, S. 284–285 und 287–302.)
8. ↑  Entwurf Teilungsvertrag zwischen Henriette Marx und ihren Kindern 23. Juni 1841. (Manfred Schöncke, S. 307–309.)
9. ↑  Manfred Schöncke, S. 337.
10. ↑  Manfred Schöncke, S. 762 ff.
11. ↑  Karl Marx. Eine Psychographie. Europa Verlag, Wien 1966, S. 53.
12. ↑  Karl Marx. Sein Leben und sein Werk. R. Piper, München 1959, S. 40.
13. ↑  Karl Marx. Leben und Werk. Avalun-Verlag, Hellerau bei Dresden 1928, S. 17.
14. ↑  Karl Marx in Selbstzeugnissen und Bilddokumenten. Rowohlt, Reinbek bei Hamburg 1962, S. 20.
15. ↑  Emilie Conradi an Babette Blum 9. November 1865. (Bernhard Wachstein: Die Abstammung von Karl Marx. Kobenhavn 1923, S. 278 ff.)
16. ↑  Anamnesebogen Sophia Schmalhausen, geborene Marx (1883). (Manfred Schöncke, S. 554.)
17. ↑  Karl Marx an Arnold Ruge 25. Januar 1843. (Marx-Engels-Werke. Band 27, S. 415.)
18. ↑  Karl Marx an Joseph Weydemeyer 14. um den 16. Mai 1846. (Marx-Engels-Werke. Band 39, S. 516.)
19. ↑  Bert Andréas: Marx’ Verhaftung und Ausweisung Brüssel Februar/März 1848. Trier 1978, S. 131 und Fußnote 365. (= Schriften aus dem Karl-Marx-Haus 22)
20. ↑  Karl Marx an Friedrich Engels 8. März 1851. (Marx-Engels-Werke. Band 27, S. 215.)
21. ↑  Karl Marx an Friedrich Engels 31. März 1851. (Marx-Engels-Werke. Band 27, S. 226.)
22. ↑  Jenny Marx an Karl Marx 30. Mai und 1.–2. Juni 1852. (Marx-Engels-Gesamtausgabe. Abteilung III. Band 5, S. 381.)
23. ↑  Karl Marx an Friedrich Engels 13. September 1854. (Marx-Engels-Werke. Band 27, S. 391.)
24. ↑  Karl Marx an Friedrich Engels 20. Juli 1858. (Marx-Engels-Werke. Band 29, S. 346.)
25. ↑  Karl Marx an Friedrich Engels 8. August 1858. (Marx-Engels-Werke. Band 29, S. 349.)
26. ↑  Karl Marx an Friedrich Engels 22. Oktober 1858. (Marx-Engels-Werke. Band 29, S. 365.)
27. ↑  Karl Marx an Ferdinand Lassalle 28. März 1859. (Marx-Engels-Werke. Band 29, S. 586.)
28. ↑  Karl Marx an Ferdinand Lassalle 8. April 1861.(Marx-Engels-Werke. Band 32, S. 602.)
29. ↑  Karl Marx an Friedrich Engels 10. September 1862.(Marx-Engels-Werke. Band 32, S. 286.)
30. ↑  Karl Marx an Friedrich Engels 8. Januar 1863. (Marx-Engels-Werke. Band 32, S. 311.)
31. ↑  Karl Marx an Friedrich Engels 2. Dezember 1863. (Marx-Engels-Werke. Band 30, S. 376.)
32. ↑  Karl Marx an Louis Kugelmann 29. November 1864. (Marx-Engels-Werke. Band 31, S. 430.)
33. ↑  Karl Marx an Friedrich Engels 30. April 1868. (Marx-Engels-Werke. Band 32, S. 75.)
34. ↑  Marx-Engels-Gesamtausgabe. Abteilung III. Band 1. Dietz Verlag, Berlin 1975, S. 290–292. Marx-Engels-Werke. Band 40, S. 616–619.
35. ↑  Marx-Engels-Gesamtausgabe. Abteilung III. Band 1. Dietz Verlag, Berlin 1975, S. 293–295. Marx-Engels-Werke. Band 40, S. 620–622.
36. ↑  Marx-Engels-Gesamtausgabe. Abteilung III. Band 1. Dietz Verlag, Berlin 1975, S. 290–292.
37. ↑  Marx-Engels-Gesamtausgabe. Abteilung III. Band 1. Dietz Verlag, Berlin 1975, S. 311–314.
38. ↑  Marx-Engels-Gesamtausgabe. Abteilung III. Band 1. Dietz Verlag, Berlin 1975, S. 317–320.
39. ↑  Marx-Engels-Gesamtausgabe. Abteilung III. Band 1. Dietz Verlag, Berlin 1975, S. 328–329.
40. ↑  Marx-Engels-Gesamtausgabe. Abteilung III. Band 1. Dietz Verlag, Berlin 1975, S. 330.
41. ↑  Marx-Engels-Gesamtausgabe. Abteilung III. Band 1. Dietz Verlag, Berlin 1975, S. 334.
42. ↑  Marx-Engels-Gesamtausgabe. Abteilung III. Band 1. Dietz Verlag, Berlin 1975, S. 347–348.
43. ↑  Jan Gielkens, S. 143.
44. ↑  Heinz Monz: Karl Marx – Trierer Reminiszenzen. Neu & Co., Trier 1969, S. 24.
45. ↑  Jan Gielkens, S. 145–146.
46. ↑  Jan Gielkens, S. 154–155.
47. ↑  […] „und lebt wohl meine lieben alle der allgewaltige erhalte euch bey steter gesundheid, auch vielen Dank für die Aufmerksamkeit eure Mutter und Grosmutter Henriette Marx adio.“ (Familie Marx privat. Die Foto- und Fragebogen-Alben von Marx’ Töchtern Laura und Jenny. Eine kommentierte Faksimileausgabe. Hrsg. v. Izumi Omura, Valerij Fomičev, Rolf Hecker und Shun-ichi Kubo. Mit einem Essay von Iring Fetscher, Akademie-Verlag, Berlin 2005, ISBN 3-05-004118-8, S. 371).

| Personendaten    | Personendaten                        |
| ---------------- | ------------------------------------ |
| NAME             | Presburg, Henriette                  |
| ALTERNATIVNAMEN  | Marx, Henriette; Preßburg, Henriette |
| KURZBESCHREIBUNG | Mutter von Karl Marx                 |
| GEBURTSDATUM     | 20. September 1788                   |
| GEBURTSORT       | Nijmegen                             |
| STERBEDATUM      | 30. November 1863                    |
| STERBEORT        | Trier                                |